# 向西兵庫
向西兵庫（日语：／ Mukōnishi Hyōgo，1868年1月12日—？）是一名日本陸軍軍官，最終軍階為陸軍中將。

## 生平
向西出生於安藝國廣島城下（現今的廣島縣廣島市）。1893年5月，畢業於陸軍士官學校（第4期）。1894年3月，被任命為步兵少尉，並參加了甲午戰爭。之後歷任步兵第43聯隊隸屬、陸軍中央幼年學校中隊隸屬等職位，並於1901年11月以優等成績畢業於陸軍大學校（第15期）。他曾任步兵第12聯隊中隊長，後被分配至參謀本部，並在日俄戰爭中作為大本營兵站總監部參謀出征。其後，他曾被派駐德國。
1912年9月，他出任陸軍步兵學校教育部長，並於同年11月升任步兵上校。1913年6月，轉任陸軍士官學校學生隊長，此後歷任教育總監部第2課長、步兵第6聯隊長等職。1917年8月，晉升陸軍少將，並赴中華民國青島市擔任青島守備步兵隊司令官。1918年7月，轉任青島守備軍參謀長。
1920年8月，他擔任步兵第2旅團長。1922年8月晉升陸軍中將，並被任命為第11師團長。1926年3月，他被列為待命狀態，隨後編入預備役。
1947年11月28日，他被暫時列入公職追放名單。

## 榮譽
- 1894年5月1日 - 正八位[2]
- 1922年9月11日 - 從四位[3]
- 1924年12月1日 - 正四位[4]

## 備註
1. ↑  総理庁官房監査課編『公職追放に関する覚書該当者名簿』日比谷政経会、1949年、「昭和二十二年十一月二十八日 仮指定者」84頁。
2. ↑  『官報』第3258号「叙任及辞令」1894年5月12日。
3. ↑  『官報』第3035号「叙任及辞令」1922年9月12日。
4. ↑  『官報』第3684号「叙任及辞令」1924年12月2日。